# ジャパンコスメティックアカデミー
ジャパンコスメティックアカデミー（じゃぱんこすめてぃっくあかでみー、英称 Japan Cosmetics Academy）は、一般社団法人日本化粧品協会が運営するセミナー。

## 概要
一般社団法人日本化粧品協会が運営する化粧品を「作る」「魅せる」「売る」の知識を習得する、化粧品業界のプロフェッショナルを育てる目的として設立。

### 美容を業とするには国家資格が必要
メイクアップやスキンケアなどの美容を業として行うには、日本の国家資格である厚生労働省管轄の業務独占資格「美容師免許」が必要となる。
美容師法（昭和32年法律第163号）「美容師は「美容を業とする者」をいい、美容師法に基づき厚生労働大臣の免許を得なければならない。美容師の免許を持たないものは美容を業として行うことはできない。なお、業とは反復継続の意思をもって行うことで、有料・無料は問わない。」

## 沿革
- 2013年10月、一般社団法人日本化粧品協会認定（民間資格）化粧品プランナーコース、化粧品マーケティングプランナーコース開講。2016年12月通学制廃止後、通信制となる。
- 第1回日本化粧品検定1・2級（民間資格）コース開講、2014年10月廃止。
- 2014年9月、日本化粧品検定指導者資格「コスメコンシェルジュインストラクター」（民間資格）コース開講、2016年12月廃止。

## コース内容
企画・開発・流通・販売・経営までを学ぶコース。
- 化粧品マーケティングプランナー
  - マーケティング、流通、販売、経営など、商品が届く仕組みと販売戦略を学ぶ
- 化粧品プランナー
  - マーケティング、化粧品開発、処方設計を学ぶ
- スタートアップ
  - 美容業界未経験者